# Coelogyne ovalis
Coelogyne ovalis é uma espécie de orquídea (Orchidaceae) do Sudeste Asiático. Alguns taxonomistas consideram esta apenas uma variação menor da Coelogyne fimbriata.